# Corynopuntia bulbispina
Corynopuntia bulbispina (choya perritos) es una especie de planta perteneciente a la familia Cactaceae que se distribuye en Coahuila en México. La palabra bulbispina proviene del latín y significa «espina bulbosa» por el engrosamiento en la base de sus espinas.

## Descripción
Tiene crecimiento subarbustivo, con tallos bajos de hasta 120 cm. Articuladada de forma ovoide, de 2 cm de longitud y 11 mm de diámetro. Los tubérculos son prominentes. Aproximadamente tiene 10 espinas radiales, son aciculares, con 3 o 6 mm de longitud y bulbosas en la base. Tiene 4 espinas centrales de 8 a 12 mm de longitud. La flor es de color púrpura.
Se cultiva y recolecta para su comercialización como planta ornamental.

## Distribución
Endémica del estado de Coahuila en México.

## Hábitat
Habita matorrales xerófilos y abanicos aluviales. En elevaciones de 850 a 1300 m s. n. m.

## Estado de conservación
Las principales amenazas para la conservación de la especie son la degradación de su hábitat y el sobrepastoreo de ganado. Aunado a la reducida área de distribución no mayor a 4500 km², se compone solo de una población y su densidad poblacional es baja.